# Eurostaete (Eindhoven)
Eurostaete is een 102 meter hoge woontoren in aanbouw in Eindhoven. Het wooncomplex ligt op een centrale locatie tussen het stadscentrum en Strijp-S en bevindt zich aan de PSV-laan, direct naast het Philips Stadion. Vanaf de hoogste verdieping is meer dan driekwart van het voetbalveld in het stadion zichtbaar.

## Locatie
Het terrein waar Eurostaete zich nu bevindt, had vroeger een sociaal-culturele bestemming. In 1923 werd hier de Philips Kleuterschool gebouwd, gevolgd door de Philips Lagere School in 1926. Vlak naast dit terrein, op de hoek van de Mathildelaan (nu PSV-laan) en de De Jonghlaan, bevond zich het Philips Ontspanningsgebouw, later bekend als het Philips Ontspanningscentrum (POC). Nadat vanaf 1994 de gebouwen allemaal werden gesloopt, werd in 1996 op ongeveer de plek van de Philips Kleuterschool de Eurobuilding gebouwd. Dit kantoorcomplex werd gebouwd in aanloop naar het Europees kampioenschap voetbal 2000 in Nederland.
Om plaats te maken voor Eurostaete, was het plan aanvankelijk om een derde van de Eurobuilding te slopen, aan de zijde van het stadion, en op die plek de nieuwe toren te bouwen. Het overige deel van het gebouw zou worden gestript, verbreed en worden voorzien van een nieuwe gevel. Dit plan is uiteindelijk niet uitgevoerd en de Eurobuilding werd geheel gesloopt.

## Beschrijving
Eurostaete bestaat uit drie bouwblokken. Het eerste en tweede blok vormen samen het lagere gedeelte van het gebouw. Het derde blok is de toren. Deze is in totaal 102 meter hoog (met dakopbouw, dus inclusief liftinstallatie) en bestaat uit 30 woonlagen. In totaal krijgt Eurostaete 480 huurwoningen, bestemd voor mensen met een middeninkomen. In eerste instantie was het de bedoeling dat de nieuwbouw alleen vrije sector-appartementen zou bevatten. Wethouder Yasin Torunoglu was echter van mening dat het wooncomplex ook goedkopere woningen moest bieden.
Op de begane grond is ruimte gepland voor winkels en kantoren, en er komt een gezamenlijke daktuin op de lagere woonblokken. Het pleintje tussen Eurostaete en het stadion is bedoeld om meer levendigheid te creëren, bijvoorbeeld door het organiseren van evenementen zoals een markt.
De Admirant · BunkerToren · Eurostaete · Kennedytoren · Lichthoven (The Social Hub) · Lighthouse · Onyx · Porthos · De Regent · Trudo Toren · Vestedatoren